# Poussey Washington
Poussey Washington es un personaje ficticio interpretado por Samira Wiley en la serie de Netflix Orange Is the New Black. Es un personaje recurrente en las dos primeras temporadas y un personaje principal durante la tercera y cuarta temporada.

## Casting y antecedentes
Wiley se enteró por primera vez de las audiciones para Orange is the New Black por un amigo de Juilliard, Marco Ramírez, quien era escritor del programa. Después de descubrir que otra amiga de Juilliard, Danielle Brooks, había ganado un papel en el programa, Wiley le pidió a Brooks que ensayase con ella para preparar su audición para el papel de Poussey Washington, la mejor amiga en pantalla del personaje de Brooks, Tasha "Taystee" Jefferson. La audición de Wiley fue finalmente exitosa; apareció en 12 de 13 episodios de la primera temporada de la serie y apareció durante la segunda temporada. Wiley declaró que siguió trabajando de camarera mientras filmaba la primera temporada porque no sabía si continuaría trabajando con el programa, mencionando un programa anterior que estaba en la lista como "recurrente" y que no se le pidió que regresara después del segundo episodio.

## Historia

### Primera temporada
Poussey aparece por primera vez en el segundo episodio, sin embargo, su personaje no se menciona adecuadamente hasta el tercer episodio. Ella ha estado en prisión durante dos años al comienzo de la serie, a falta de cuatro años para salir en libertad. Casi siempre aparece junto a Taystee Jefferson (Danielle Brooks), ya sea apoyándola o jugando juntas.
Su madre murió durante su segundo año en prisión, como se revela en el duodécimo episodio. Poussey es un bromista afable y de buen corazón; cuando Tricia Miller (Madeline Brewer) muere, le da a sus amigas una botella de su licor casero hecho en la prisión para ayudarles a llorar su pérdida.
Posee una buena voz. En Navidad interpretó " Amazing Grace " con Taystee y Cindy Hayes (Adrienne C. Moore) durante un el espectáculo navideño.

### Segunda temporada
Está implícito que Poussey está enamorada románticamente de Taystee, pero los sentimientos no son mutuos. Esto se explora durante toda la temporada. Poussey es contactada por Yvonne "Vee" Parker (Lorraine Toussaint) sobre la venta licor casero, Poussey rechaza la idea ya que prefiere compartirla con sus amigos. Vee toma esto como un insulto y castiga a Poussey por esta percepción de falta de lealtad y pérdida de negocios potenciales al explotar sus sentimientos románticos no correspondidos por Taystee para aislarla de la familia, causando una ruptura en su relación. Poussey es una de las pocas reclusas negras a las que las tácticas de manipulación de Vee son inmunes y comienza una campaña para luchar contra la influencia y las acciones de Vee durante toda la temporada. Vee usa el afecto de Poussey por Taystee contra ella, y sus peleas se vuelven violentas, tanto que en un momento, Suzanne Warren (Uzo Aduba) la amenaza y la ataca físicamente por orden no verbal de Vee, lo que causa un profundo trauma emocional a Poussey.. Eventualmente, Poussey toma represalias y causa daños irreparables al negocio de tabaco de Vee al pisotear varias latas de tabaco y verterles lejía. Al darse cuenta de que no puede ser intimidada, Vee decide aplacarla expulsando a Taystee de su familia, que se lleva a Poussey. Luego se reconcilian después de una confrontación final en la biblioteca.
En escenas retrospectivas durante la temporada, se revela parte de la vida de Poussey en el extranjero como una hija de militares mientras su padre (Thaddeus Daniels), entonces un comandante en el ejército de los Estados Unidos, está destinado en la guarnición del ejército de los Estados Unidos en Garrison Hohenfels, Alemania. Estaba en una relación con Franziska (Nina Rausch), la hija del oficial superior alemán de su padre, el homofóbico Oberstleutnant Jürgen Mertensacker (Stephan Lee Anderson). Jürgen utilizó su influencia para conseguir que el padre de Poussey sea reasignado fuera de Alemania poco después de que supo que Poussey y su hija mantenían relaciones sexuales. La reasignación repentina devasta a Poussey, y después de decirle inicialmente a Franziska que su relación era casual, le confiesa a Jürgen que la ama. Cuando Jürgen le confirma a Poussey que sus sentimientos por su hija son la razón por la que su padre está siendo reasignado, ella intenta matarlo, pero su padre le impide que le apunte con un arma.

### Tercera temporada
Poussey se interesa por las aparentes enseñanzas espirituales de Norma Romano (Annie Golden). Después de sus problemas con Vee y los recuerdos de su madre fallecida, se deprime y se vuelve alcohólica. También se sumerge en el libro de ciencia ficción de Suzanne. Eventualmente llega a la conclusión de que se siente deprimida porque está sola, sin novia. En el episodio final de la temporada, Washington descubre a Brook Soso (Kimiko Glenn) en la biblioteca después de una sobredosis de antidepresivos. Ella, junto con Taystee y Suzanne, cuida a Brook para que recupere la salud. Después del incidente, Brook es aceptada en la familia de Poussey. Brook y Poussey se ven más tarde tomadas de la mano y bromeando en la playa detrás de Litchfield, lo que implica una relación incipiente.

### Cuarta temporada
Poussey se emociona cuando la famosa chef Judy King (Blair Brown) es enviada a la prisión de Litchfield para cumplir su condena por fraude fiscal. Judy es inicialmente asignada a la litera de Poussey en el gueto, pero Caputo (Nick Sandow) rápidamente envía a Judy a un área más privada debido a las órdenes de MCC de darle un tratamiento especial debido a su estatus de celebridad. Con frecuencia, Poussey se sorprende con Judy, dejándola desconcertada con la impresión de que tiene una discapacidad intelectual. Al mismo tiempo, se desarrolla una relación romántica entre Poussey y Brook durante la cuarta temporada, aunque se vio temporalmente comprometida cuando Brook le contó a Judy una narrativa ofensiva y estereotipada sobre los antecedentes de Poussey para explicar su comportamiento aparentemente extraño a su alrededor, para incluir a Brook diciéndole a Judy que la madre de Poussey era drogadicta, cuando en realidad era licenciada en lengua inglesa. Más tarde, Poussey y Brook se dan cuenta de que parte de la razón de esta situación ocurrió porque las dos no se conocen muy bien. Resuelven conocer los antecedentes de la otra.
En el penúltimo episodio de la cuarta temporada, Poussey es asfixiada accidentalmente por el guardia Baxter Bayley (Alan Aisenberg) durante una manifestación inicialmente pacífica en la cafetería para protestar contra el Capitán Desi Piscatella (Brad William Henke) y su trato injusto a las internas, donde las reclusas se subieron a las mesas y exigieron su renuncia. Cuando Piscatella llama a guardias adicionales para respaldo, Suzanne se enoja al ver al Humps (Michael Torpey), y Poussey intenta reducir la situación. Piscatella le ordena a Bayley que contenga a Suzanne y la escolte a psicología, lo que hizo que Poussey interviniera. Mientras lucha con Suzanne, Bayley somete incorrectamente a Poussey boca abajo mientras se arrodilla sobre su espalda. Mientras Suzanne continúa luchando con Bayley, continúa poniendo todo su peso sobre Poussey, quien no puede respirar y se ahoga hasta morir. El cuerpo de Poussey se deja en el suelo de la cafetería por un día hasta que llega el forense. Durante el intento de MCC de culpar a Poussey por su muerte, se revela que ella estaba en prisión solo como delincuente no violenta; ella había sido condenada por allanamiento y posesión con la intención de vender menos de media onza de drogas no especificadas. Las reclusas y el personal parecen sacudidos por la muerte de Poussey; Norma consuela a Brook al mecerla y cantarla, y Brook luego se emborracha del resto del alcohol de contrabando de Poussey. Los reclusos pasan por un monumento improvisado, donando comida y dando sus condolencias. Caputo contacta a al padre de Poussey después de que Taystee se lo pide y está visiblemente molesto por tener que hacerlo.
Poco después de su muerte, aparece en varios flashbacks que tuvieron lugar en la ciudad de Nueva York antes de su encarcelamiento. Ella viaja a la ciudad en un autobús con dos de sus amigos, quienes luego la llevan a un club nocturno. Mientras toma una foto con su teléfono, alguien roba su teléfono y huye. Ella persigue al ladrón y se pierde después de no poder atraparlos, lo que hace que se encuentre con dos personas que se ofrecen a ayudarla a encontrar a sus amigos con la condición de que vaya a un club alternativo con ellos. Después de pasar un tiempo en el club y tener la oportunidad de llamar a sus amigas, se dirige hacia ellas en el metro y luego toma un paseo con hombres vestidos como monjes que participan en Improv Everywhere. Mientras fuma con uno de los hombres, Poussey le revela que perdió una cita en West Point debido a sus acciones en Alemania con Franziska y su padre Jürgen, y luego declara que planeaba mudarse a Ámsterdam en dos semanas después de que ella vendió el resto de sus drogas. Pareciendo romper la cuarta pared, está mirando al río y riéndose antes de volverse hacia la cámara y sonreír.

### Quinta temporada
La muerte de Poussey sigue siendo un tema central durante el motín en la prisión. La justicia para ella es una de las principales demandas que Taystee está presionando, y ella rechaza poner fin al motín en las negociaciones cuando el gobernador de Nueva York no puede ofrecer el enjuiciamiento de Bayley por la muerte de Poussey. Ella aparece en una escena de flashback, que muestra su reunión con Taystee en la biblioteca de la prisión durante el primer día de Taystee en Litchfield y cómo se hicieron amigas. Su padre James aparece en pantalla y rechaza enojado a Bayley cuando intenta rogarle que lo perdone por su muerte.

### Sexta temporada
Poussey continúa desempeñando un papel importante durante la temporada, con Taystee recordándola durante su juicio por asesinato y Caputo en su búsqueda para obtener justicia y hacer que Bayley sea acusado de su muerte.

### Séptima temporada
Poussey aparece en un flashback que tiene lugar durante los eventos de la primera temporada. Ella habla con Taystee por teléfono mientras Taystee está en libertad condicional, y los dos bromean. En el episodio final de la serie, Taystee y Judy se unen para iniciar el Fondo Poussey Washington, una iniciativa para otorgar a las mujeres liberadas de los micropréstamos de la prisión para ayudar a recuperarse después de salir de la prisión.

## Recepción
La crítica de televisión de neoyorquina Emily Nussbaum menciona la indignación y el dolor entre los televidentes por su muerte. Nussbaum luego declaró que la muerte de Poussey "fue una tragedia, resonante por razones que van más allá de simplemente enviar un mensaje sobre el movimiento Black Lives Matter" y que "Poussey tenía estudios, viajó por el mundo y era de clase media, pero murió como cualquier reclusa negra podría, como una cifra aplastada por un sistema racista". Según los informes, otros miembros del elenco se indignaron por la decisión del creador de la serie Jenji Kohan de matar a Poussey en la cuarta temporada. Kohan habló sobre la dificultad de matarla y la reacción del elenco, pero declaró que sentía que era una historia que necesitaba ser contada. Los coprotagonistas de Wiley, Danielle Brooks y Uzo Aduba, hablaron sobre el impacto que Poussey tuvo en el movimiento Black Lives Matter.

## Fondo Poussey Washington
La creadora de la serie, Jenji Kohan, se asoció con varias organizaciones sin fines de lucro y GoFundMe para iniciar el Fondo Poussey Washington, llamado así por el personaje de Wiley Poussey, para ayudar a las reclusas e inmigrantes. Compuesto por ocho grupos diferentes, los objetivos declarados del fondo son beneficiar "la reforma de la justicia penal, proteger los derechos de los inmigrantes, poner fin al encarcelamiento masivo y apoyar a las mujeres que han sido afectadas por él". El Fondo Poussey Washington fue anunciado por Wiley durante un vídeo que apareció en el estreno final de Orange Is the New Black y se inició oficialmente cuando debutó la séptima temporada.